# Musée Dom-João-VI
Le musée Dom-João-VI est un musée d'art et d'histoire du Brésil lié à l'École des beaux-arts de l'université fédérale de Rio de Janeiro. Fondé en 1979, il est situé sur l'Ilha do Fundão, à Rio de Janeiro, et porte le nom du roi Jean VI de Portugal.